# Hygrocrates
Hygrocrates es un género de arañas araneomorfas de la familia Dysderidae. Se encuentra en Grecia, Turquía y Georgia.

## Lista de especies
Según The World Spider Catalog 12.0:
- Hygrocrates caucasicus Dunin, 1992
- Hygrocrates deelemanus Kunt & Yag, 2011
- Hygrocrates georgicus (Mcheidze, 1972)
- Hygrocrates lycaoniae (Brignoli, 1978)